# Krotoszyny
Krotoszyny (niem. Krottoschin) – wieś w Polsce położona w województwie warmińsko-mazurskim, w powiecie nowomiejskim, w gminie Biskupiec.
W okresie międzywojennym w miejscowości stacjonowała placówka Straży Celnej „Krotoszyny”
Do 1954 roku istniała gmina Krotoszyny. W latach 1954–1972 wieś należała i była siedzibą władz gromady Krotoszyny. W latach 1975–1998 miejscowość administracyjnie należała do województwa toruńskiego.